# Moordenaarsbraak
De Moordenaarsbraak is een natuurgebied, dat is gelegen aan de huidige Markermeerdijk tussen Edam en Warder in de Nederlandse provincie Noord-Holland.
De Moordenaarsbraak is het restant van een van de vele dijkdoorbraken in Noord-Holland veroorzaakt door overstromingen van de Zuiderzee. Tussen Edam en Hoorn heeft de IJsselmeerdijk zijn kronkelige vorm te danken aan de dijkdoorbraken, waar de dijk vervolgens weer omheen werd gelegd. Waarschijnlijk is de Moordenaarsbraak ontstaan in de periode tussen 1775 en 1849. De Moordenaarsbraak is een min of meer cirkelvormig watergebied, dat omzoomd wordt door een rietkraag. De Moordenaarsbraak is aangewezen als provinciaal monument omdat het gezien wordt als een "beeldbepalend element in het Noord-Hollandse Polderlandschap". De naam Moordenaarsbraak verwijst naar het geweld van de zee, waardoor mensen in het gebied vermoord werden. Het natuurgebied wordt beheerd door Staatsbosbeheer. Even ten zuiden van de Moordenaarsbraak liggen de Groote Braak en de Kleine Braak en even ten noorden de Zandbraak en de Hogendijkerbraak, alle gelegen binnen een afstand van circa 5 kilometer langs de IJsselmeerdijk tussen Edam en Warder.